# 2940 Bacon
Bacon (asteroide 2940) é um asteroide da cintura principal, a 2,1302742 UA. Possui uma excentricidade de 0,2345854 e um período orbital de 1 695,92 dias (4,64 anos).
Bacon tem uma velocidade orbital média de 17,85349976 km/s e uma inclinação de 6,43712º.
Este asteroide foi descoberto em 24 de Setembro de 1960 por Cornelis Johannes van Houten, Ingrid van Houten-Groeneveld e Tom Gehrels.